# Піщенко Віталій Іванович
Віталій Іванович Піщенко (рос. Виталий Иванович Пищенко, 31 липня 1952, Новосибірськ — 10 травня 2024) — радянський та російський письменник-фантаст, автор детективної та пригодницької прози, а також організатор та керівник Всесоюзного творчого об'єднання молодих письменників-фантастів.

## Біографія
Віталій Піщенко народився у Новосибірську, і після закінчення школи навчався в Новосибірському сільськогосподарському інституті, отримавши фах зоотехніка. Після закінчення вишу навчався в аспірантурі, пізніше працював викладачем у інституті, а також секретарем комсомольської організації інституту, а пізніше комсоргом комсомольської організації Сибірського відділення ВАСГНІЛ. У 1987 році Піщенко перейшов на журналістську роботу, працював відповідальним секретарем журналу «Сибирские огни», співпрацював також із журналами «Молодой коммунист» та «USRS». З 1980 року Віталій Піщенко включається в роботу Новосибірського клубу шанувальників фантастики «Амальтея», керівником якого був письменник-фантаст Михайло Міхеєв. Піщенко був активним учасником семінарів для молодих письменників-фантастів, а також фантастичних конвентів, зокрема «Аеліти». У 1988 році він став одним із організаторів, а невдовзі й керівником Всесоюзного творчого об'єднання молодих письменників-фантастів. У 1989 році він стає членом Спілки письменників СРСР. На посаді керівника спілки молодих письменників-фантастів, на думку критика Василя Владимирського, Піщенко зумів примирити дві течії в тодішній радянській фантастиці — молодих письменників 80-х років, яких ніхто не хотів видавати, та письменників-держчиновників, що відповідали за випуск фантастики та її ідеологічне забарвлення — запропонувавши третій шлях, а саме переведення видання фантастики на широку комерційну основу, що в рази збільшило тиражі фантастичних книг, особливо молодих радянських авторів.
Після переведення керівництва Всесоюзного творчого об'єднання молодих письменників-фантастів до Тирасполя Піщенко переїздить до цього міста. Під час подій у Придністров'ї Піщенко був прес-аташе в Олександра Лебедя. Підтримавши придністровських путчистів, після створення Придністровської Молдавської Республіки залишився жити в Тирасполі, і після невдалих спроб відновити Всесоюзне об'єднання молодих письменників-фантастів працював завідуювачем кафедри журналістики Придністровського державного університету, а також був керівником Спілки письменників Придністров'я. За співробітництво з тираспольською владою отримав нагрудний знак ПМР «Інтернаціональна допомога».
З 2001 року Віталій Піщенко живе у Москві, де з 2002 року працює заступником головного редактора видавництва «Вече», яке тоді ж розпочало активний випуск відразу кількох серій фантастичних видань. Він також став членом Ради з фантастичної та пригодницької літератури, а також є членом Академії з вивчення національної безпеки. У 2013 році Віталій Піщенко став шеф-редактором білоруського фантастичного журналу «Космопорт».

## Літературна творчість
Літературну творчість Віталій Піщенко розпочав у 1981 році, першим його твором у жанрі фантастики стало оповідання «Рівні можливості». У 80-х роках Піщенко видав кілька фантастичних повістей та низку оповідань, пізніше на більш чим 10 років відійшов від фантастики, переважно пишучи публіцистичні, іноді пригодницькі твори, одночасно займаючись організаційною роботою у спілках письменників. У перших творах автора характерними є стандартні фантастичні сюжети про подорожі в паралельні світи («Світів між двох…») або подорожі в часі («Замок жаху»). Пізніше, не сприйнявши розпад СРСР та утворення нових незалежних держав, проте підтримавши сепаратистські утворення на території колишнього СРСР, у творчості письменника проступають навіть шовіністичні нотки, особливо помітні в романі «Гроза над Цхінвалом», в якому письменник з точки зору російських можновладців та військових описує події російсько-грузинської війни 2008 року. За цей роман письменник навіть удостоєний премії «Во славу Отечества» в 2011 році. Віталій Піщенко також є автором кількох дитячих книжок та детективних повістей.

## Нагороди та премії
Віталій Піщенко є лауреатом премії імені І. А. Єфремова за 2008 та 2011 роки, премії «Місячна веселка» за 2004 рік, «Фанкон» за 1995 рік. Піщенко є також лауреатом премій імені Фадєєва, Симонова, Пікуля.

## Переклади
Твори Віталія Піщенка перекладені кількома мовами народів колишнього СРСР та іншими мовами.

### Романи
- 2004 — Укус ангела (У співавт. з Юрієм Самусем)
- 2009 — Абордажники (У співавт. з Михайлом Шалаєвим)
- 2009 — Гроза над Цхинвалом (У співавт. з Олександром Марковим)
- 2009 — По законам ненависти (У співавт. з Олександром Марковим)
- Дилогія
  - 2017 — Ущелье злых духов
  - 2018 — Запутанный след

### Повісті
- 1988 — «Миров двух между…»
- 1988 — НЛО из Грачевки
- 1991 — Замок ужаса
- 2002 — Хотели как лучше (У співавт. з Юрієм Самусем)
- 2003 — Первое испытание

### Оповідання
- 1981 — Равные возможности
- 1982 — Колобок
- 1982 — Командировка
- 1983 — Изобретатель
- 1984 — Рекламный проспект
- 1987 — Что завтра ответить?
- 1988 — Баллада о встречном ветре
- 1990 — В лабиринте фортуны
- 1990 — Будьте доброжелательны!
- 2003 — Первое испытание
- 2003 — Компьютерная леди (У співавт. з Юрієм Самусем)